# Afrā Sarā
Afrā Sarā (persiska: اَفرا سَرا) är en ort i Iran.   Den ligger i provinsen Mazandaran, i den norra delen av landet, 140 km nordost om huvudstaden Teheran. Antalet invånare är 292.
Terrängen runt Afrā Sarā är mycket platt, och sluttar norrut. Runt Afrā Sarā är det ganska tätbefolkat, med 166 invånare per kvadratkilometer. Närmaste större samhälle är Āmol, 19,6 km söder om Afrā Sarā. Trakten runt Afrā Sarā består till största delen av jordbruksmark.